# Metalumlaut
Een metalumlaut (ook röck döts genoemd) is een trema (of uit het Duits umlaut) dat soms onnodig of decoratief gebruikt wordt boven de letters in namen van hardrockbands of heavymetalbands. De bekendste voorbeelden zijn Mötley Crüe en Motörhead. Voor Engelstaligen, die normaal geen trema's gebruiken, geeft dit een Teutoons karakter aan de naam en het logo van de band, met de daarmee verbonden stereotypen van kracht en moed. De metalumlaut is niet speciaal bedoeld om een andere uitspraak aan te geven. Bij gewoon gebruik wordt de umlaut-versie van een klinker anders uitgesproken.
Deze umlauten worden geparodieerd in films en andere fictie, zoals in de mockumentary This is Spın̈al Tap (gespeld met een umlaut boven de n en een i zonder punt erop).

## Geschiedenis
Het eerste gebruik van de overbodige umlaut was door Blue Öyster Cult of Black Sabbath, beide in 1970. De website van Blue Öyster Cult zegt dat de umlaut werd toegevoegd door gitarist en keyboardspeler Allen Lanier, maar rockrecensent Richard Meltzer beweert dat hij het voorgesteld heeft aan hun producer en manager Sandy Pearlman net nadat die de naam bedacht had: "I said, 'How about an umlaut over the O?' Metal had a Wagnerian aspect anyway." In datzelfde jaar hernoemde het platenlabel van Black Sabbath zonder aanwijsbare reden het nummer "Paranoïd" met een trema boven de i, zoals correct zou zijn in het Frans.
Hawkwind schreef voor hun tweede album In Search of Space (1971) op de achterkant van de cover: "TECHNICIÄNS ÖF SPÅCE SHIP EÅRTH THIS IS YÖÜR CÄPTÅIN SPEÄKING YÖÜR ØÅPTÅIN IS DEA̋D". Naast umlauten werden de Deense, Noorse, en Faeröerse letter Ø and Deens/Noors/Zweedse letter Å toegevoegd. Het diakritische teken op de laatste " A̋ " is de "Hongaarse umlaut" of dubbel accent aigu, maar de Hongaren gebruiken deze nooit bij de letter "A", alleen bij de "Ő" en de "Ű".
Motörhead volgde in 1975. Het idee van de umlaut kwam van de leadzanger Lemmy, die zei: "I only put it in there to look mean." Lemmy raadde ook Würzel aan om een umlaut toe te voegen aan zijn naam voor dezelfde reden. De punkband Hüsker Dü begon in januari 1979. Hüsker Dü's naam is afgeleid van het gezelschapsspel "Hūsker Dū?" (vertaald: Weet je nog?, de strepen boven de u's zijn macrons, geen umlauten). Mötley Crüe werd gevormd in 1980; volgens Vince Neil kwam de inspiratie daar van een fles Löwenbräu. Zij noemden vervolgens hun platenlabel "Leathür Records".
De band Queensrÿche, die hun naam kregen in 1982, gingen een stapje verder door de umlaut boven de Y te zetten. In 1981 begon de band Green Jellö, die na een rechtszaak tegen het dessertmerk Jell-O in 1992 hun naam moesten veranderen in Green Jellÿ.
De parodieband Spın̈al Tap deed er nog een schepje bovenop in 1984 door een umlaut boven de letter "N" te zetten.

## Voorbeelden
- Hardrockband Blue Öyster Cult
- Speedmetalband Motörhead
- Glammetalband Mötley Crüe
- Britse indierockband Maxïmo Park
- Engelse half-fictieve band Spın̈al Tap
- Spaanse folkmetalband Mägo de Oz
- Frank Zappa gebruikte een umlaut in de titel van het album Läther
- Franse blackmetalnand Mütiilation
- Amerikaanse progressive metal-band Queensrÿche
- Amerikaanse alternatieve-rockband Hüsker Dü
- Amerikaanse grindcoreband Assück
- Amerikaanse alternatieve-rockband The Crüxshadows
- Russische punkband Наӥв
- Hiphop-/popzanger Jason Derülo
- Amerikaanse progressieve-metalgroep Fates Warning gebruikte een umlaut op hun debuutalbum Night on Bröcken
- Noorse elektronicaband Röyksopp gebruikt een niet-Noorse ö in de plaats van de Noorse ø
- Duitse rockband Amon Düül
- Nederlandse rockband Tröckener Kecks